# Open on All Sides – In the Middle
Open on All Sides – In the Middle ist ein Jazzalbum von Geri Allen. Die im Dezember 1986 in den Sound Suite Recording Studios, Detroit, entstandenen Aufnahmen erschienen 1987 auf minor music.

## Hintergrund
Die Pianistin Geri Allen arbeitete nach ihrem Soloalbum Home Grown und mehreren Studiosessions in der Band von Steve Coleman (Motherland Pulse und On the Edge of Tomorrow), sowie mit Arthur Blythe, Sonya Robinson und John Stubblefield (Bushman Song, 1986). Bei ihrem dritten Album unter eigenem Namen kam es mit anderen Detroiter Musikern zu „einem ihrer ehrgeizigeren Projekte“, so AllMusic. Sie leitete ein großes Ensemble mit dem Bassisten Jaribu Shahid, dem Schlagzeuger Tani Tabbal sowie den Solisten David McMurray (Sopransaxophon) und den Trompetern Rayse Biggs und Marcus Belgrave sowie den New Yorker Musikern Steve Coleman (Altsaxophon) und Robin Eubanks (Posaune).

## Titelliste

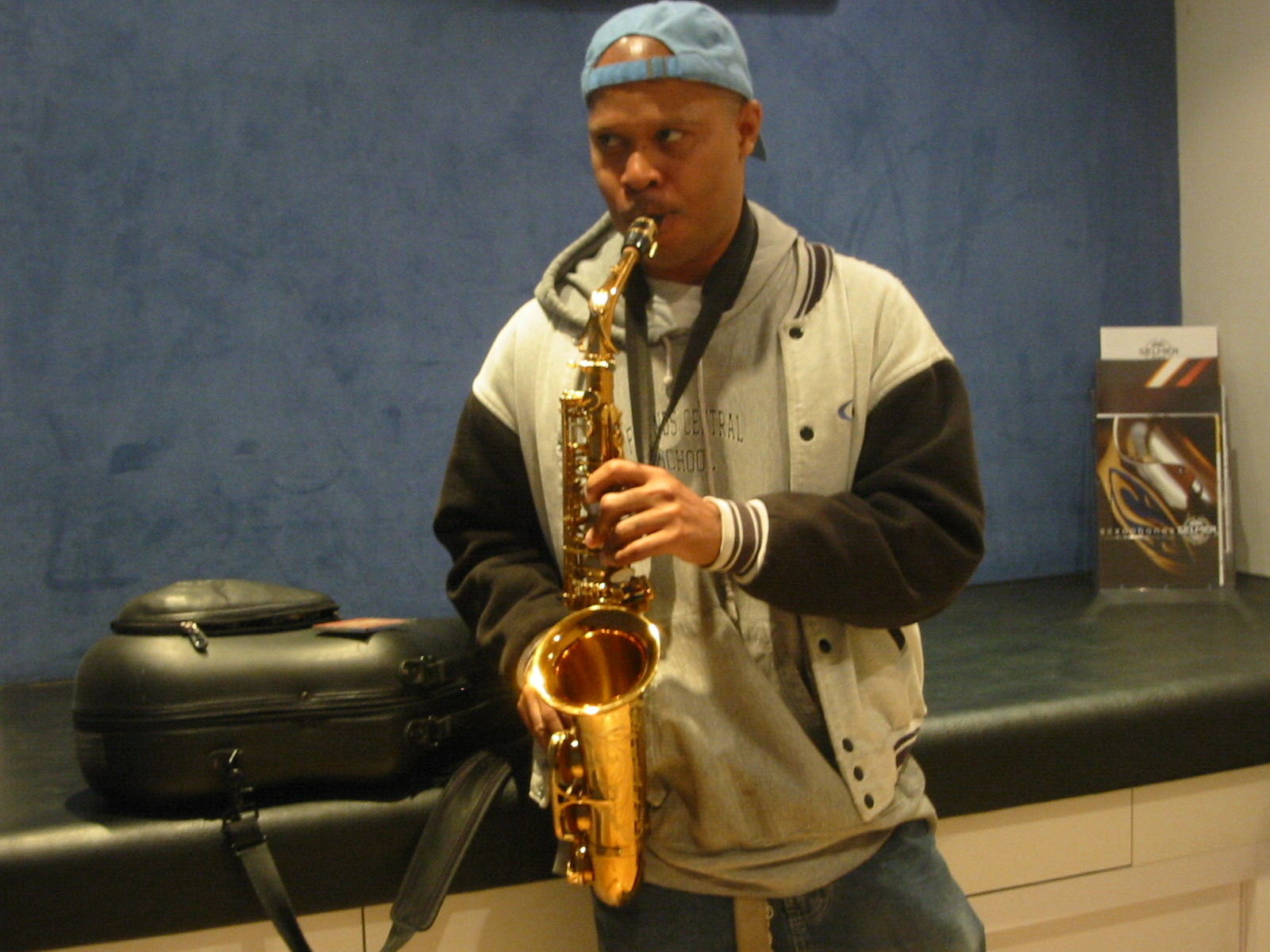
Steve Coleman 2004

- Geri Allen: Open on All Sides – In the Middle (Minor Music CD MM 801013)[2]
  1. Open on All Sides / The Glide Was in the Ride… – 6:45
  2. Forbidden Place – 4:24
  3. The Dancer – 2:33
  4. In the Middle – 4:01
  5. Ray – 4:17
  6. I Sang a Bright Green Tear for All of Us This Year… – 12:46
  7. Drummer’s Song – 2:24
  8. In The Morning (For Milton Nascimento) – 5:03
  9. The Dancer Pt. 2 – 1:34
- Alle Kompositionen stammen von Geri Allen.

## Rezeption
Scott Yanow verlieh dem Album in AllMusic lediglich drei Sterne, lobte jedoch die atemberaubende Tour de Force von I Sang a Bright Green Tear for All of Us This Year…, das den wunderbaren Gesang von Shahida Nurullah biete, mit einem beharrlichen Rhythmus, eindringlichen Refrains von Geri Allens Keyboards und eine wechselnde Dynamik, die überzeuge. Der Rest des Materials sei jedoch nicht so innovativ mit seinem Jazz-Funk/M-Base-Rahmen, sondern stelle dem ihre Klaviertrio-Arbeit gegenüber. Das Album sei nicht unbedingt erforderlich, aber dennoch eine belebende Session.
Ethan Iverson wies darauf hin, dass die beiden auf Home Grown (1985) folgenden Produktionen – Open on All Sides In the Middle mit einer kompletten Band und Twylight als eine erweiterte Triosession – Synthesizer, Overdubs, Gesang und andere Anleihen aus der Popmusik und Fusion enthielten, die von einer Rhythmusgruppe aus ihrer Heimatstadt Detroit, von Jaribu Shahid und Tani Tabbal verankert werden. Vielleicht sei nicht jede Produktionsauswahl gut gealtert („es waren schließlich die 80er-Jahre“), merkte Iverson kritisch an, aber die Integrität der Kompositionen Allens sei bemerkenswert. Die verführerischen und gebrochenen Bläserlinien bei Open on All Sides seien wirklich wunderschön.